# Kair (muhafaza)

Lokalizacja muhafazy

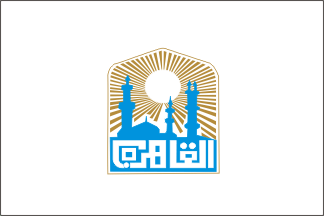
Flaga muhafazy

Kair (arab. القاهرة) – prowincja gubernatorska (muhafaza) w Egipcie, w północnej części. Zajmuje powierzchnię 3085,12 km². Stolicą administracyjną jest Kair będący jednocześnie stolicą kraju.
Według spisu powszechnego w listopadzie 2006 roku populacja muhafazy liczyła 7 902 085 mieszkańców, natomiast według szacunków 1 stycznia 2015 roku zamieszkiwało ją 9 278 441 osób.